# Ademola
Ademola  è un nome proprio di persona yoruba maschile.

## Origine e diffusione
Si tratta di un nome diffuso nell'area nigeriana, che in lingua yoruba significa "una corona viene aggiunta alla mia ricchezza" oppure "una corona viene data a me".

## Persone

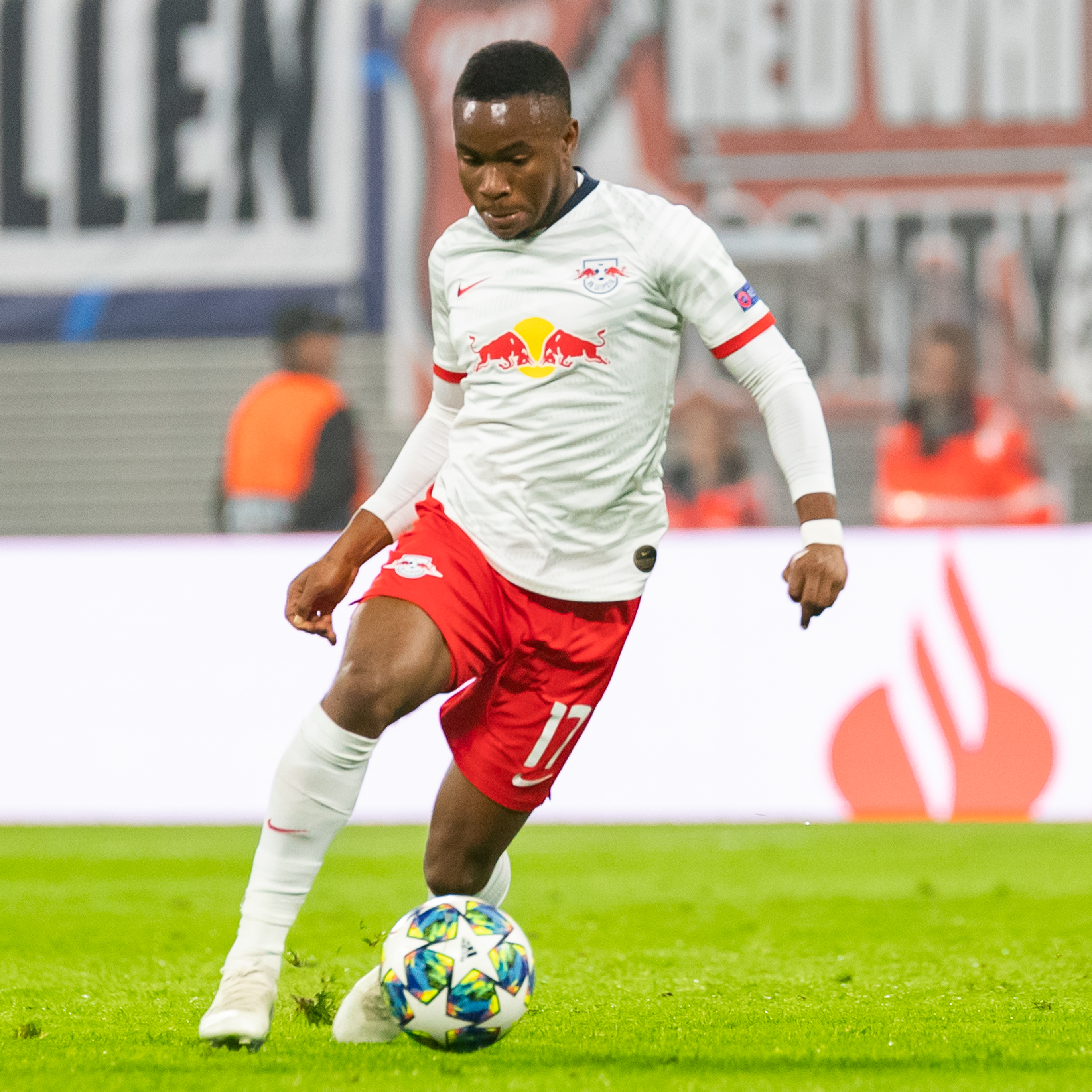
Ademola Lookman

- Ademola Adeshina, calciatore nigeriano
- Ademola Bankole, calciatore nigeriano
- Ademola Johnson, calciatore e giocatori di calcio a 5 nigeriano
- Ademola Lookman, calciatore inglese naturalizzato nigeriano
- Ademola Okulaja, cestista tedesco